# SONIC GROOVE
SONIC GROOVE，是avex的音樂廠牌之一。為日本藝能事務所RISINGPRO旗下所屬藝人專用，同時事務所內超過半數以上藝人都是屬於此廠牌。於2000年設置。第一彈CD為EARTH的出道單曲：「time after time」。

## 現今SONIC GROOVE所屬藝人
- ERIHIRO（島袋寬子、今井繪理子）
- 三浦大知
- MAX
- Vanilla Mood
- 谷村奈南
- 北口和沙
- ISSA×SoulJa
- Marin & Riena
- DA PUMP
- Fairies

上記所有藝人都是VISION FACTORY所屬（SoulJa除外）。
同時在avex旗下例外的有安室奈美惠、Tourbillon在avex trax，觀月亞里莎在avex tune。

## 過去SONIC GROOVE所屬藝人
- EARTH－2002年4月之後無任何發行、2005年1月解散
- 福原裕美子－2001年10月之後無任何發行、2006年9月跳槽
- 樋井明日香－2009年契約終止
- HINOIチーム－2007年4月活動休止
- AKINA－2010年契約終止
- ASIAN2－2009年移籍至cutting edge
- ユーフォーリア（EU・PHORIA）－2008年3月之後無任何發行、2009年10月解散
- Rockamenco－2009年移籍至avex trax

## 外部連結
- RISINGPRO官方網站（页面存档备份，存于）
- SONIC GROOVE BLOG